# Panacea procilla
Panacea procilla är en fjärilsart som beskrevs av William Chapman Hewitson 1853. Panacea procilla ingår i släktet Panacea och familjen praktfjärilar. Inga underarter finns listade i Catalogue of Life.

## Bildgalleri

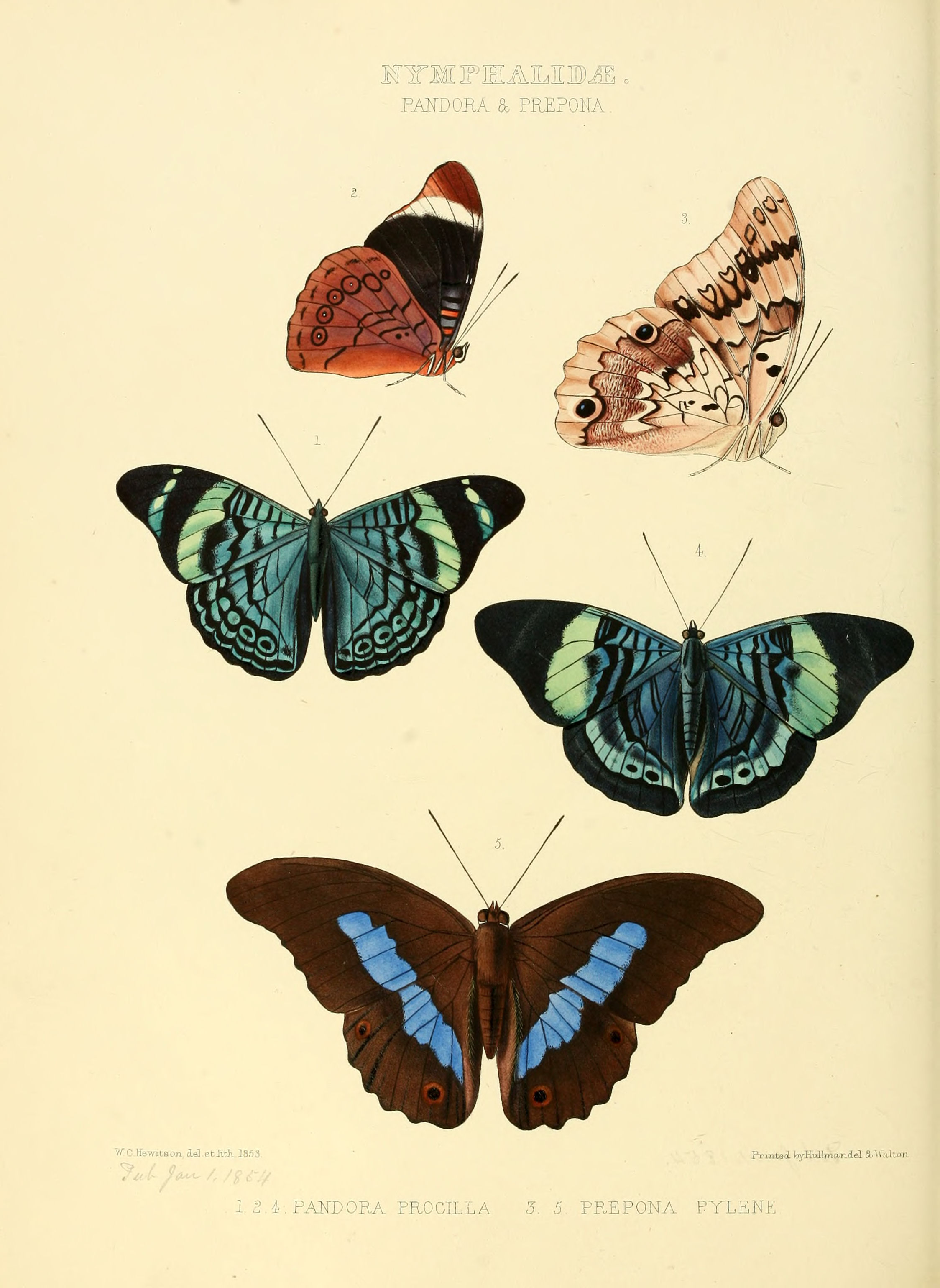
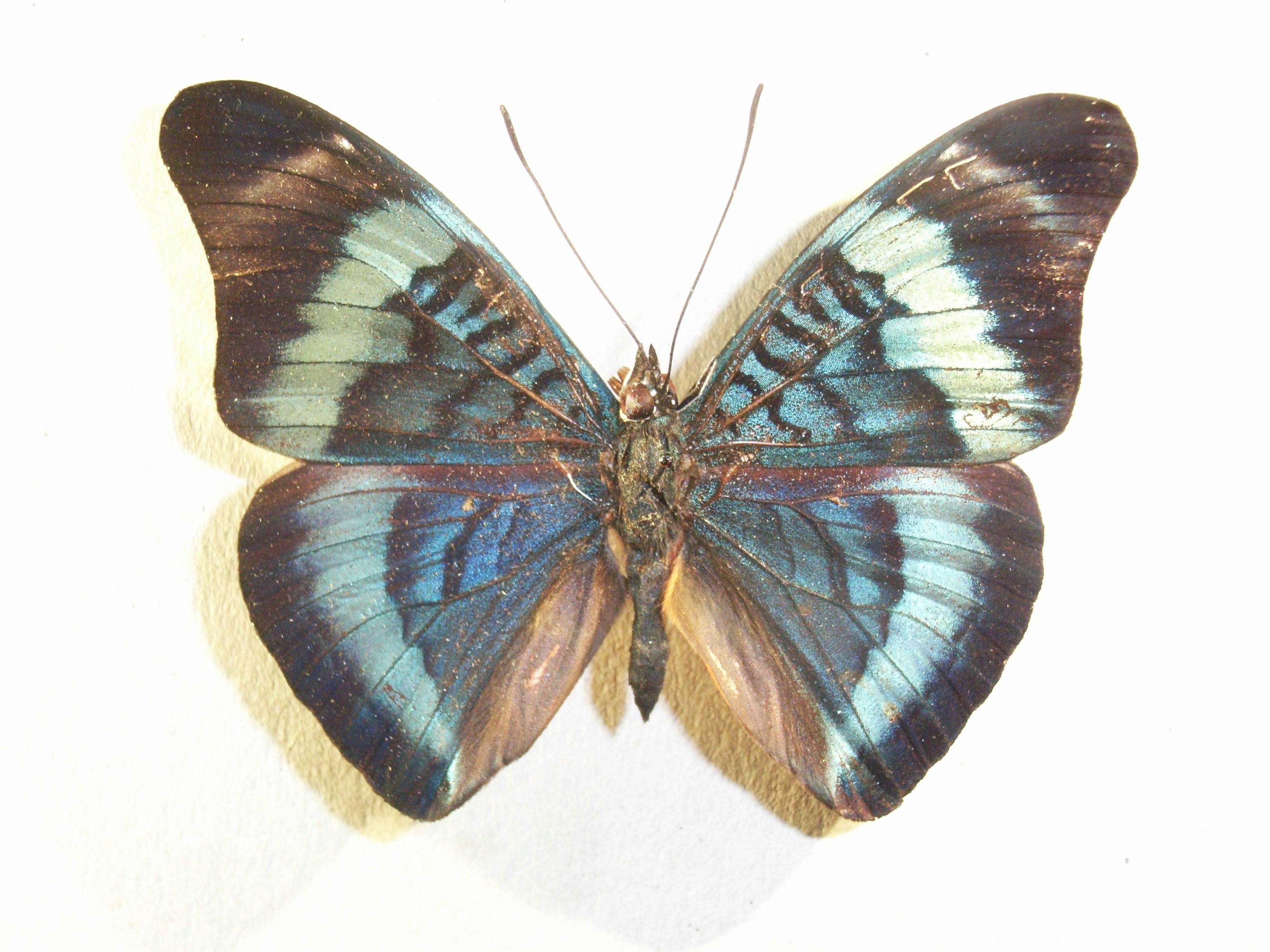
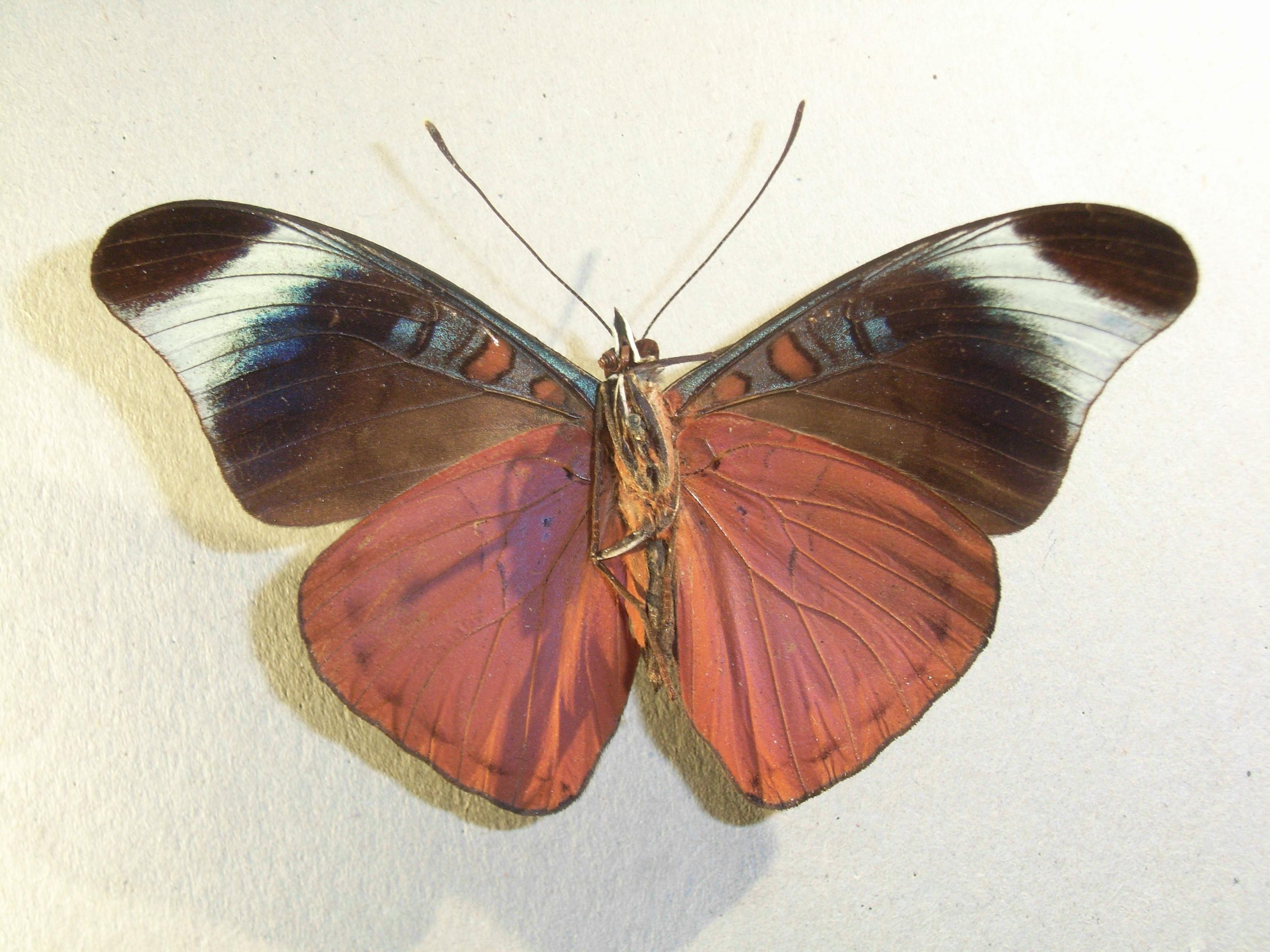